# Oudezeele
Oudezeele (westflämisch: Oudezele, Aussprache [udəzɛl]) ist eine französische Gemeinde mit 690 Einwohnern (Stand: 2022) im Département Nord in der Region Hauts-de-France. Sie gehört zum Arrondissement Dunkerque und ist Mitglied im Gemeindeverband Cœur de Flandre Agglo. Die Einwohner werden Oudezeelois und Oudezeeloises genannt.
Die Gemeinde erhielt 2023 die Auszeichnung „Eine Blume“, die vom Conseil national des villes et villages fleuris (CNVVF) im Rahmen des jährlichen Wettbewerbs der blumengeschmückten Städte und Dörfer verliehen wird.

## Geografie

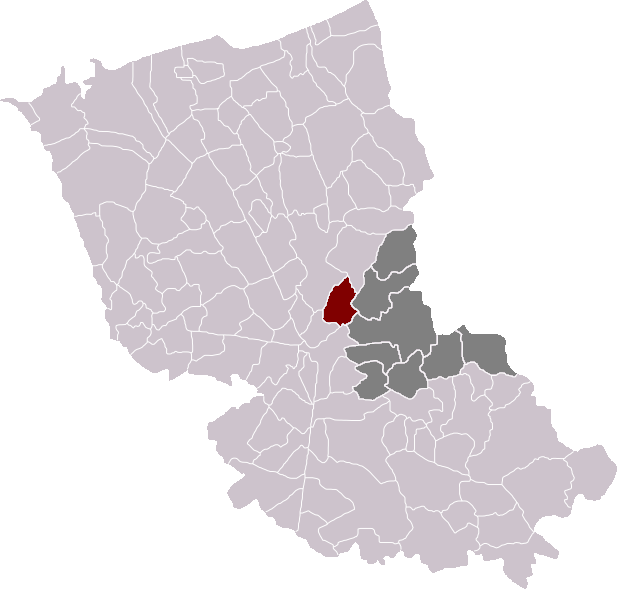
Lage von Oudezeele im Arrondissement Dunkerque

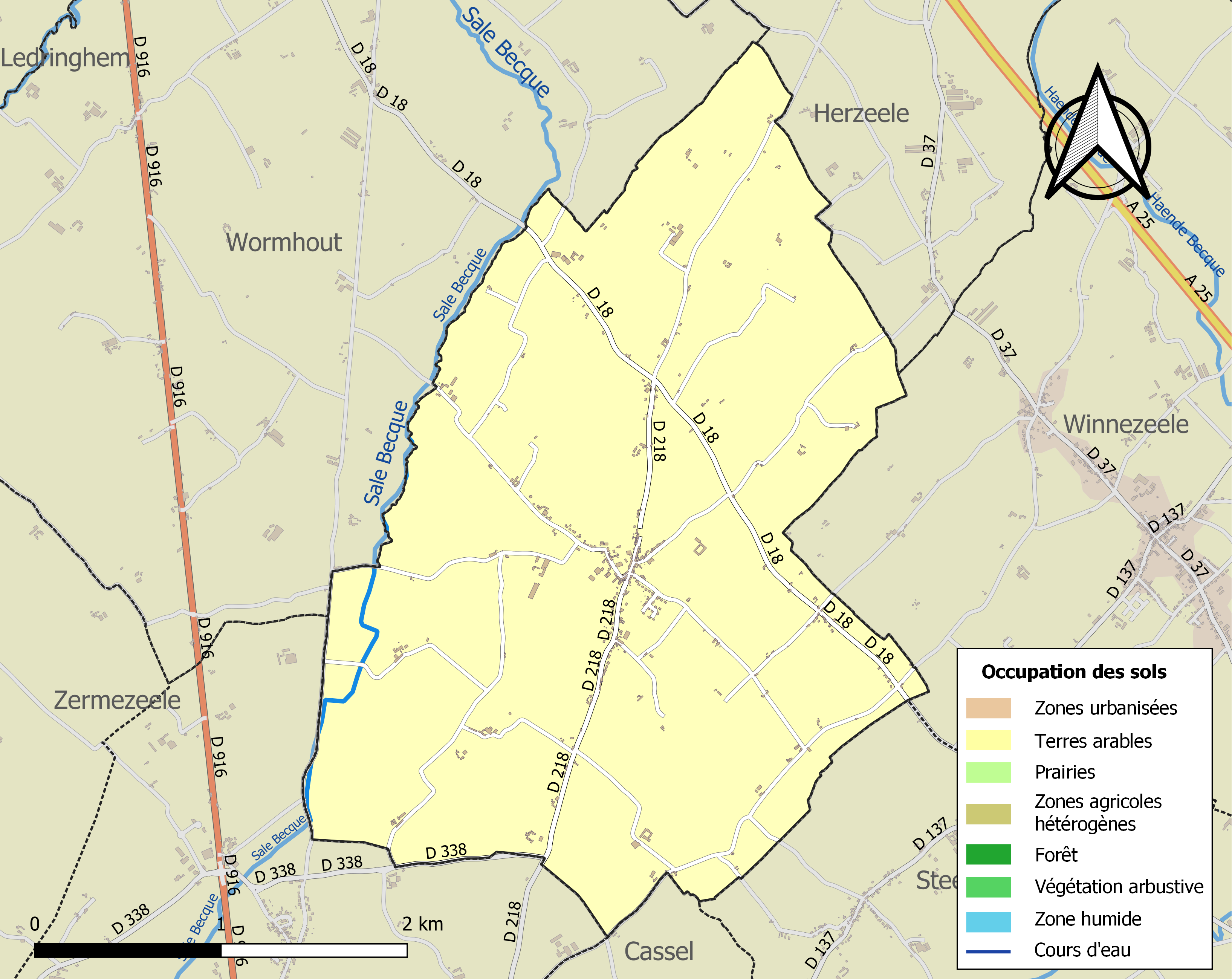
Bodennutzung, Hydrografie und Infrastruktur der Gemeinde (2018)

Oudezeele liegt in Französisch-Flandern, etwa 24 Kilometer südsüdöstlich von Dünkirchen und etwa 46 Kilometer nordwestlich von Lille nahe der belgischen Grenze. Die Gemeinde befindet sich in der Région naturelle Houtland am Nordwestrand der Hügelkette Monts de Flandre. Sie wird entwässert von der Sale Becque, der Becque d’Oudezeele, dem Flüsschen Oudezeele, den zeitweise trockenfallenden Bächen Kalven Becque, auch Pont des Planches genannt, Tilleul und Holle Becque und von verschiedene kleineren Bächen. Das Zentrum liegt auf einer Höhe von etwa 25 m. Das Gemeindegebiet ist flach, fällt nach Norden hin auf 17 m ab, steigt aber im Süden bis auf 47 m an.
Fast die gesamte Fläche der Gemeinde wird landwirtschaftlich genutzt (Stand: 2018).
Oudezeele grenzt im Nordosten an Herzeele, im Osten an Winnezeele, im Südosten an Steenvoorde, im Süden an Cassel, im Südwesten an Hardifort und im Nordwesten an Wormhout.

## Geschichte
Das Suffix -zeele ist fränkischen Ursprungs (Lateinisch sala) war das Haus eines Herren bzw. des Häuptlings; Oude stammt von einem Personennamen ab (Aldo oder Oudo). Im Jahr 1067 tauchte der Ort erstmals unter den Namen Oudegesela und Oudinghesela auf. Oudezeele war Teil der Grafschaft Flandern, der Vogtei von Cassel und des Bistums Ypern.

## Bevölkerungsentwicklung
| Jahr                       | 1962 | 1968 | 1975 | 1982 | 1990 | 1999 | 2006 | 2013 | 2020 |
| Einwohner                  | 586  | 510  | 478  | 492  | 492  | 522  | 612  | 675  | 672  |
| Quellen: Cassini und INSEE |      |      |      |      |      |      |      |      |      |

## Sehenswürdigkeiten
- Kirche Saint-Jean-Baptiste aus dem 18. Jahrhundert in flämischen Gotikstil
- Motte castrale, ehemalige mittelalterliche Erdhügelburg am heutigen Standort der „Ferme du Château de Cornus“, seit 1979 als Monument historique eingeschrieben

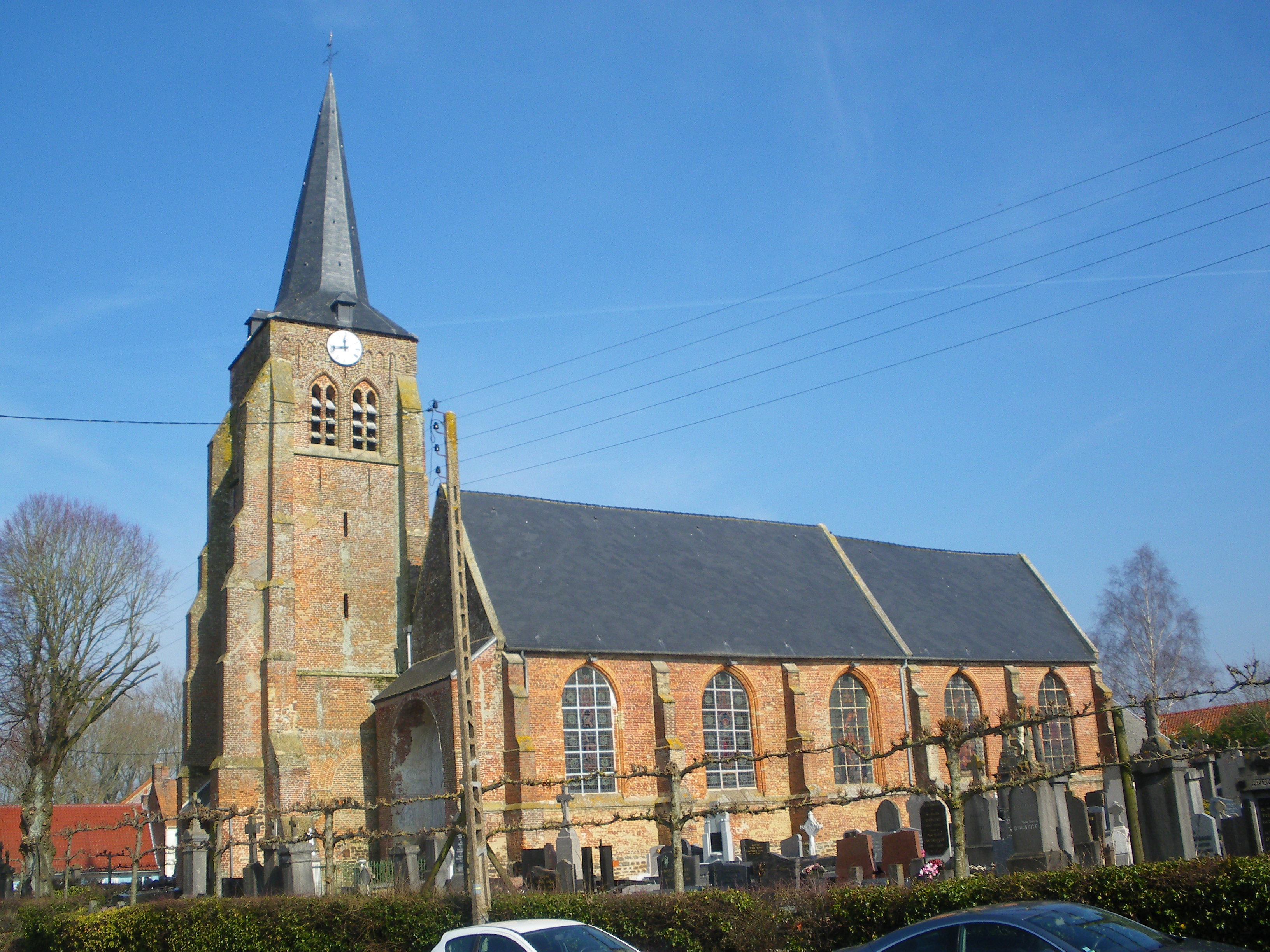
Kirche Saint-Jean-Baptiste
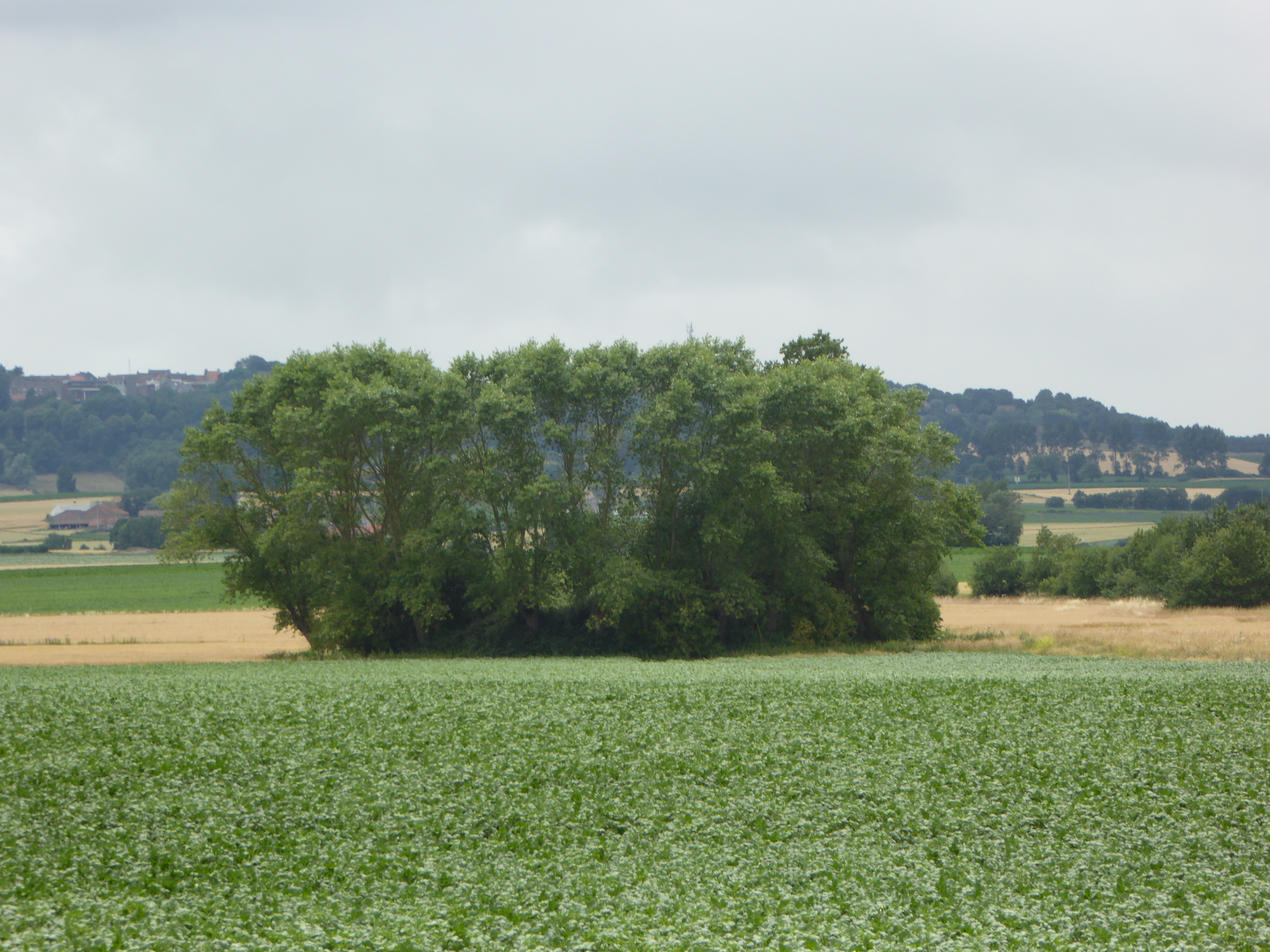
Standort der ehemaligen mittelalterlichen Burg
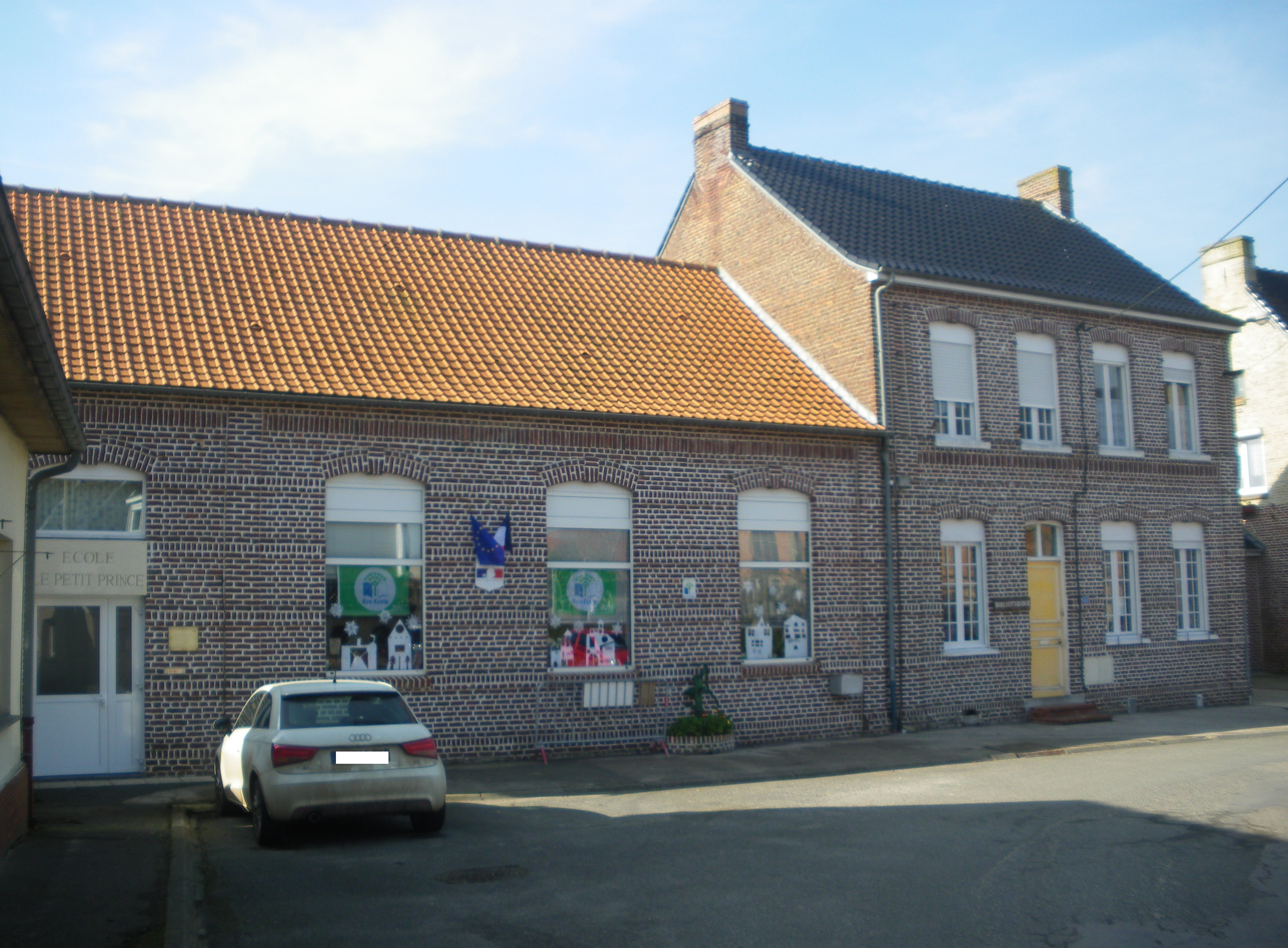
Bibliothek
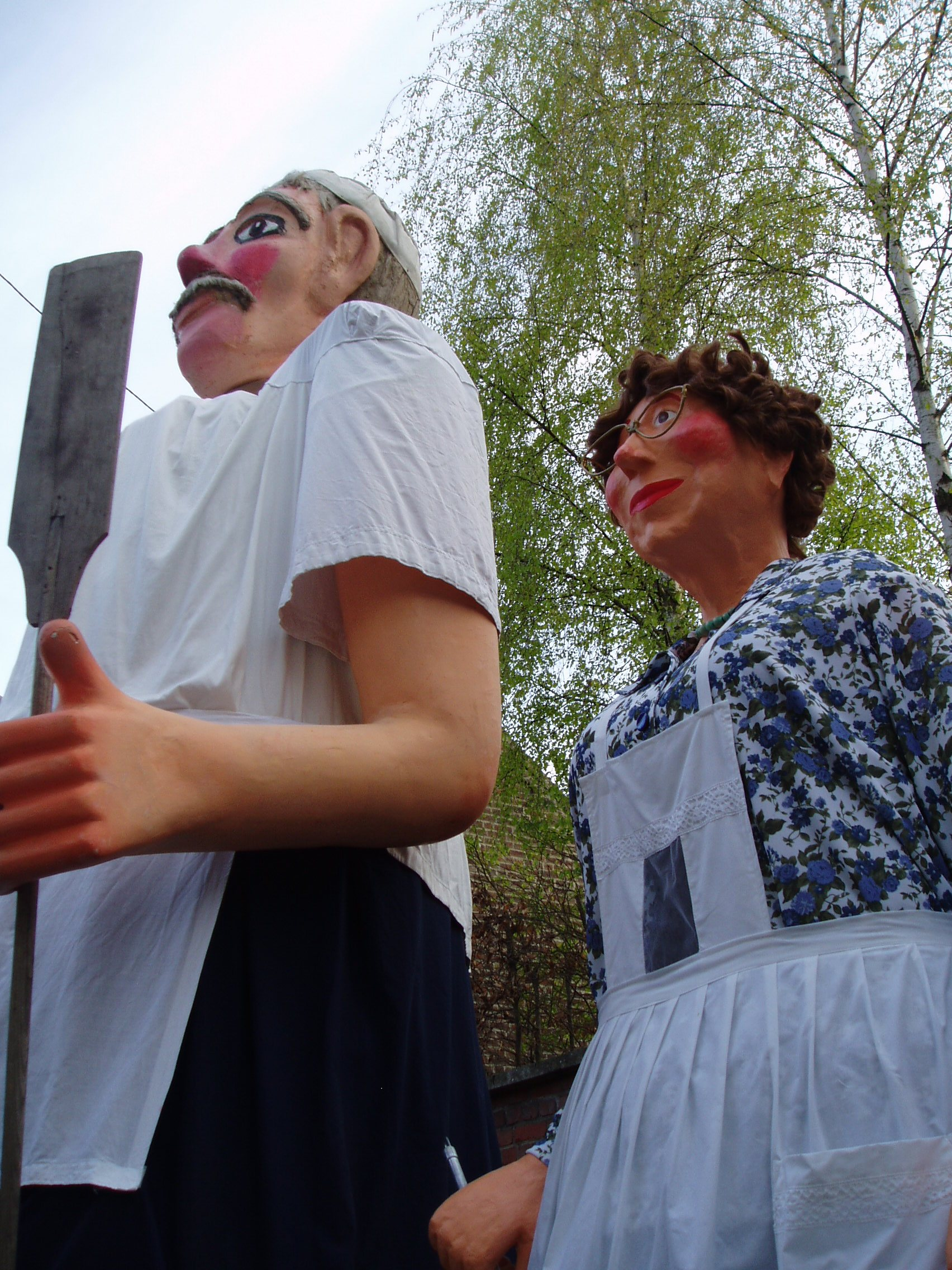
Traditionelle Riesenfiguren („Géant du Nord“) Jeannot der Bäcker und Julia die Kantinendame

## Verkehr
Oudezeele liegt relativ fernab größerer Verkehrsachsen. Die nachgeordneten Departementsstraßen D 18, D 218 und lokale Landstraßen verbinden das Zentrum mit den Weilern der Gemeinde und den Nachbargemeinden.

## Belege
1. ↑  Oudezeele. Conseil national des villes et villages fleuris, abgerufen am 13. Mai 2024 (französisch).
2. ↑  Répartition des superficies en 15 postes d’occupation des sols (métropole). CORINE Land Cover, 2018, abgerufen am 13. Mai 2024 (französisch).
3. ↑  kleiner Geschichtsabriss auf oudezeele.fr (französisch)